# Dietmanns (Gemeinde Groß Gerungs)
Dietmanns ist eine Ortschaft und eine Katastralgemeinde der  Stadtgemeinde Groß Gerungs im Bezirk Zwettl in Niederösterreich.

## Geografie
Das Dorf befindet sich östlich von Groß Gerungs und wird von der Böhmerwald Straße erschlossen und im Ort zweigt die Landesstraße L74 ab. Westlich fließt die Zwettl bei Dietmanns vorbei.

## Siedlungsentwicklung
Zum Jahreswechsel 1979/1980 befanden sich in der Katastralgemeinde Dietmanns insgesamt 35 Bauflächen mit 11.425 m² und 12 Gärten auf 1.500 m², 1989/1990 gab es 34 Bauflächen. 1999/2000 war die Zahl der Bauflächen auf 113 angewachsen und 2009/2010 bestanden 65 Gebäude auf 118 Bauflächen.

## Geschichte
Im Jahr 1822 wurde der Ort als Dorf mit 19 Häusern genannt, das nach Groß Gerungs eingepfarrt war, wohin auch die Kinder eingeschult wurden. Die Herrschaft Rosenau übte die Landgerichtsbarkeit aus und die Herrschaft Rappottenstein führte die Konskription durch. Die Untertanen und Grundholde des Ortes gehörten den Grundherrschaften Rappottenstein, Ottenstein, Rosenau, Propstei Zwettl und Stift Zwettl. Die Ortsobrigkeit wurde von allen Grundherrschaften abwechselnd besorgt. Laut Adressbuch von Österreich waren im Jahr 1938 in Dietmanns ein Schmied, ein Schuster und einige Landwirte mit Direktvertrieb ansässig. Bis zur Zusammenlegung mit Groß Gerungs war der Ort ein Teil der damaligen Gemeinde Hypolz.

## Bodennutzung
Die Katastralgemeinde ist landwirtschaftlich geprägt. 115 Hektar wurden zum Jahreswechsel 1979/1980 landwirtschaftlich genutzt und 45 Hektar waren forstwirtschaftlich geführte Waldflächen. 1999/2000 wurde auf 108 Hektar Landwirtschaft betrieben und 49 Hektar waren als forstwirtschaftlich genutzte Flächen ausgewiesen. Ende 2018 waren 100 Hektar als landwirtschaftliche Flächen genutzt und Forstwirtschaft wurde auf 50 Hektar betrieben. Die durchschnittliche Bodenklimazahl von Dietmanns beträgt 16,4 (Stand 2010).